# Chełmno (district)
Chełmno (powiat chełmiński) is een Pools district (powiat) in de woiwodschap Koejavië-Pommeren. Het district heeft een oppervlakte van 527,62 km² en telt 52.559 inwoners (2014). Chełmno is de enige stad.
Stadsdistricten:
Bydgoszcz · Grudziądz · Toruń · Włocławek

Districten:
Aleksandrów · Brodnica · Bydgoszcz · Chełmno · Golub-Dobrzyń · Grudziądz · Inowrocław · Lipno · Mogilno · Nakło · Radziejów · Rypin · Sępólno · Świecie · Toruń · Tuchola · Wąbrzeźno · Włocławek · Żnin

Grootste steden:
Brodnica · Bydgoszcz · Chełmno · Chełmża · Grudziądz · Inowrocław · Nakło nad Notecią · Rypin · Solec Kujawski · Świecie · Toruń · Włocławek